# Guldbjørnen
Guldbjørnen (tysk: Goldener Bär) er en tysk filmpris, som udgør hovedprisen ved den årlige filmfestival i Berlin (også kaldet Berlinalen).
Statuetten er navngivet og udformet efter Berlins varetegn, en bjørn, og er støbt i bronze med et lag af guld ovenpå.
Prisen blev uddelt for første gang i 1951, hvor en nedsat jury udvalgte de fem vindere ud fra fem forskellige kategorier. De efterfølgende år fra 1952-1955 blev vindere udvalgt ved en publikumsafstemning, hvor tilskuerne efter fremvisningen af filmen kunne bedømme den på en skala fra 1 til 4. I 1956 tildelte FIAPF (Federation Internationale des Associations des Producteurs des Films) officielt Berlinalen den såkaldte "A-status", som gav festivalen mulighed for at uddele priser med hjælp fra en international jury.
Prisen er siden 1952 blevet uddelt i tre kategorier; én for bedste spillefilm, én for bedste kortfilm og én som hæderspris.

## Guldbjørnvindere for bedste spillefilm
| År                             | Film | Original titel | Instruktør | Land |
| ------------------------------ | --- | --- | --- | --- |
| 1950'erne                      | | | | |
| 1951 - Vesttysk Jury Pris      | | | | |
| 1951                           | Four in a Jeep (Guldbjørnen for drama) | Die Vier Im Jeep | Leopold Lindtberg | Schweiz |
| 1951                           | Without Leaving an Address (Guldbjørnen for komedie) | ...Sans laisser d'adresse | Jean-Paul Le Chanois | Frankrig |
| 1951                           | In Beaver Valley (Guldbjørnen for dokumentar) | In Beaver Valley (Guldbjørnen for dokumentar) | James Algar | USA |
| 1951                           | Justice Is Done (Guldbjørnen for thrillere) | Justice est faite | André Cayatte | Frankrig |
| 1951                           | Askepot (Guldbjørnen for musikfilm) | Cinderella | Wilfred Jackson | USA |
| 1952 - 1955 - Publikumspris    | | | | |
| 1952                           | One Summer of Happiness | Hon dansade en sommar | Arne Mattsson | Sverige |
| 1953                           | Frygtens pris | Le Salaire de la peur | Henri-Georges Clouzot | Frankrig/Italien |
| 1954                           | Hobson's Choice | Hobson's Choice | David Lean | Storbritannien |
| 1955                           | Die Ratten | Die Ratten | Robert Siodmak | Vesttyskland |
| 1956 - nu - International jury | | | | |
| 1956                           | Invitation to the Dance | Invitation to the Dance | Gene Kelly | USA |
| 1957                           | 12 vrede mænd | 12 Angry Men | Sidney Lumet | USA |
| 1958                           | Ved vejs ende | Smultronstället | Ingmar Bergman | Sverige |
| 1959                           | The Cousins | Les cousins | Claude Chabrol | Frankrig |
| 1960'erne                      | | | | |
| 1960                           | El Lazarillo de Tormes | El Lazarillo de Tormes | César Ardavin | Spanien |
| 1961                           | The Night (La notte) | The Night (La notte) | Michelangelo Antonioni | Italien/Frankrig |
| 1962                           | A Kind of Loving | A Kind of Loving | John Schlesinger | Storbritannien |
| 1963                           | To Bed or Not to Bed (ex aequo) | Il Diavolo | Gian Luigi Polidoro | Italien |
| 1963                           | Bushido: The Cruel Code of the Samurai (ex aequo) | 武士道残酷物語 / Bushidō zankoku monogatari | Tadashi Imai | Japan |
| 1964                           | Dry Summer | Susuz yaz | Metin Erksan | Tyrkiet |
| 1965                           | Alphaville | Alphaville, une étrange aventure de Lemmy Caution | Jean-Luc Godard | Frankrig/Italien |
| 1966                           | Cul-de-Sac | Cul-de-Sac | Roman Polanski | Storbritannien |
| 1967                           | The Departure | Le départ | Jerzy Skolimowski | Belgien |
| 1968                           | Who Saw Him Die? | Ole dole doff | Jan Troell | Sverige |
| 1969                           | Early Works | Rani Radovi | Želimir Žilnik | Jugoslavien |
| 1970'erne                      | | | | |
| 1970                           | Der blev ikke uddelt nogen priser dette år, grundet kontroverser omkring den vesttyske antikrigsfilms, o.k., deltagelse i hovedkonkurrencen, hvilket resulterede i at alle medlemmer i den internationale jury trak sig fra panelet, og Berlinalen blev afsluttet før tid. | Der blev ikke uddelt nogen priser dette år, grundet kontroverser omkring den vesttyske antikrigsfilms, o.k., deltagelse i hovedkonkurrencen, hvilket resulterede i at alle medlemmer i den internationale jury trak sig fra panelet, og Berlinalen blev afsluttet før tid. | Der blev ikke uddelt nogen priser dette år, grundet kontroverser omkring den vesttyske antikrigsfilms, o.k., deltagelse i hovedkonkurrencen, hvilket resulterede i at alle medlemmer i den internationale jury trak sig fra panelet, og Berlinalen blev afsluttet før tid. | Der blev ikke uddelt nogen priser dette år, grundet kontroverser omkring den vesttyske antikrigsfilms, o.k., deltagelse i hovedkonkurrencen, hvilket resulterede i at alle medlemmer i den internationale jury trak sig fra panelet, og Berlinalen blev afsluttet før tid. |
| 1971                           | Den forbudte have | Il giardino dei Finzi Contini | Vittorio De Sica | Italien/Vesttyskland |
| 1972                           | The Canterbury Tales | I Racconti di Canterbury | Pier Paolo Pasolini | Italien |
| 1973                           | Distant Thunder | Ashani Sanket | Satyajit Ray | Indien |
| 1974                           | The Apprenticeship of Duddy Kravitz | The Apprenticeship of Duddy Kravitz | Ted Kotcheff | Canada |
| 1975                           | Adoption | Örökbefogadás | Márta Mészáros | Ungarn |
| 1976                           | Buffalo Bill and the Indienns, or Sitting Bull's History Lesson | Buffalo Bill and the Indienns, or Sitting Bull's History Lesson | Robert Altman | USA |
| 1977                           | Opstigningen | Voskhosjdenie | Larisa Sjepitko | Sovjetunionen |
| 1978                           | Las truchas (ex aequo) | Las truchas (ex aequo) | José Luis García Sánchez | Spanien |
| 1978                           | Ascensor (ex aequo) | Ascensor (ex aequo) | Tomas Munoz | Spanien |
| 1978                           | What Max Said (ex aequo) | La Palabras de Max | Emilio Martínez Lázaro | Spanien |
| 1979                           | David | David | Peter Lilienthal | Vesttyskland |
| 1980'erne                      | | | | |
| 1980                           | Heartland (ex aequo) | Heartland (ex aequo) | Richard Pearce | USA |
| 1980                           | Palermo or Wolfsburg (ex aequo) | Palermo oder Wolfsburg | Werner Schroeter | Vesttyskland |
| 1981                           | Deprisa, Deprisa | Deprisa, Deprisa | Carlos Saura | Spanien (med Frankrig) |
| 1982                           | Veronika Voss | Die Sehnsucht der Veronika Voss | Rainer Werner Fassbinder | Vesttyskland |
| 1983                           | Ascendancy (ex aequo) | Ascendancy (ex aequo) | Edward Bennett | Storbritannien |
| 1983                           | La colmena (ex aequo) | The Beehive | Mario Camus | Spanien |
| 1984                           | Love Streams | Love Streams | John Cassavetes | USA |
| 1985                           | The Woman and the Stranger (ex aequo) | Die Frau und der Fremde | Rainer Simon | DDR |
| 1985                           | Wetherby (ex aequo) | Wetherby (ex aequo) | David Hare | Storbritannien |
| 1986                           | Stammheim | Stammheim - Die Baader-Meinhof-Gruppe vor Gericht | Reinhard Hauff | Vesttyskland |
| 1987                           | The Theme | Tema | Gleb Panfilov | Sovjetunionen |
| 1988                           | Red Sorghum | Hong gao liang | Zhang Yimou | Kina |
| 1989                           | Rain Man # | Rain Man # | Barry Levinson | USA |
| 1990'erne                      | | | | |
| 1990                           | Music Box (ex aequo) | Music Box (ex aequo) | Costa-Gavras | USA |
| 1990                           | Larks on a String (ex aequo) | Skrivánci na niti | Jiri Menzel | Tjekkoslovakiet |
| 1991                           | The House of Smiles | La casa del sorriso | Marco Ferreri | Italien |
| 1992                           | Grand Canyon | Grand Canyon | Lawrence Kasdan | USA |
| 1993                           | Woman Sesame Oil Maker | Xiang hun nu | Xie Fei | Kina |
| 1993                           | The Wedding Banquet | Xi yan | Ang Lee | Taiwan/USA |
| 1994                           | I faderens navn | In the Name of the Father | Jim Sheridan | UK/Irland |
| 1995                           | The Bait | L'Appât | Bertrand Tavernier | Frankrig |
| 1996                           | Sense and Sensibility | Sense and Sensibility | Ang Lee | USA/Storbritannien |
| 1997                           | Folket mod Larry Flynt | The People vs. Larry Flynt | Miloš Forman | USA |
| 1998                           | Central Station | Central do Brasilien | Walter Salles | Brasilien (Frankrig) |
| 1999                           | The Thin Red Line | The Thin Red Line | Terrence Malick | USA |
| 2000'erne                      | | | | |
| 2000                           | Magnolia | Magnolia | Paul Thomas Anderson | USA |
| 2001                           | Intimacy | Intimacy | Patrice Chéreau | Storbritannien |
| 2002                           | Chihiro og heksene (ex aequo) | Spirited Away | Hayao Miyazaki | Japan |
| 2002                           | Bloody Sunday (ex aequo) | Bloody Sunday (ex aequo) | Paul Greengrass | UK/Irland |
| 2003                           | In This World | In This World | Michael Winterbottom | Storbritannien |
| 2004                           | Head-On | Gegen die Wand | Fatih Akin | Tyskland/Tyrkiet |
| 2005                           | U-Carmen eKhayelitsha | U-Carmen eKhayelitsha | Mark Dornford-May | Sydafrika |
| 2006                           | Grbavica | Grbavica | Jasmila Žbanić | Bosnien Herzegovina |
| 2007                           | Tuya's Marriage | Tuyas bryllup | Wang Quan'an | Kina |
| 2008                           | Elite Squad | Tropa de Elite | José Padilha | Brasilien |
| 2009                           | The Milk of Sorrow | La teta asustada | Claudia Llosa | Peru/Spanien |
| 2010'erne                      | | | | |
| 2010                           | Honey | Bal | Semih Kaplanoğlu | Tyrkiet |
| 2011                           | A Seperation | جدایی نادر از سیمین / Jodaí-e Nadér az Simín | Asghar Farhadi | Iran |
| 2012                           | Caesar Must Die | Cesare deve morire | Paolo and Vittorio Taviani | Italien |
| 2013                           | Child's Pose | Poziția copilului | Călin Peter Netzer | Rumænien |
| 2014                           | Black Coal, Thin Ice | 白日焰火 / Bai ri yan huo | Diao Yinan | Kina |
| 2015                           | Taxi | | Jafar Panahi | Iran |
| 2016                           | Fire at Sea | Fuocoammare | Gianfranco Rosi | Italien |
| 2017                           | On Body and Soul | Testről és lélekről | Ildikó Enyedi | Ungaren |
| 2018                           | Touch Me Not | Nu mă atinge-mă | Adina Pintilie | Rumænien |
| 2019                           | Synonyms | Synonymes | Nadav Lapid | Israel |
| 2020'erne                      | | | | |
| 2020                           | There Is No Evil | شیطان وجود ندارد / Sheytan vojud nadarad | Mohammad Rasoulof | Iran |
| 2021                           | Bad Luck Banging or Loony Porn | Babardeală cu bucluc sau porno balamuc | Radu Jude | Rumænien |
| 2022                           | Alcarràs | Alcarràs | Carla Simón | Spanien, Italien |
| 2023                           | On the Adamant | Sur l'Adamant | Nicolas Philibert | Frankrig, Japan |
| 2024                           | Dahomey | Dahomey | Mati Diop | Frankrig, Senegal, Benin |
| 2025                           | Drømme | Drømmer | Dag Johan Haugerud | Norge |

### Bemærkninger
# Henviser til vindere af Oscar for bedste film. Der har kun været én vinder af både Guldbjørnen og Oscar for bedste film: Rain Man (1988)